# Golf de Venècia

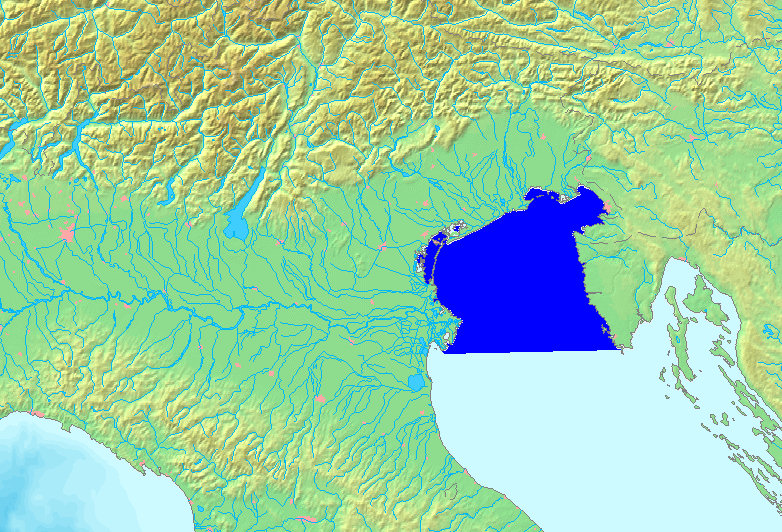
Localització del Golf de Venècia dins la mar Adriàtica (en blau)

El Golf de Venècia es troba a l'extrem septentrional de la mar Adriàtica, des de la costa de la Península d'Ístria fins al delta del Po, i és compartit per Itàlia, Eslovènia i Croàcia.
Fa 95 km de llarg i una fondària mitjana de 34 m. Les seues costes, al sector italià, són baixes i amb nombroses llacunes i marjals, a causa dels al·luvions de l'Isonzo, Tagliamento, Piave, Brenta, Adige i Po. Albarella és una de les seues illes.
Hi ha les ciutats de Venècia, Trieste, Chioggia i Pula (Croàcia). Hi ha els ports de Venècia i Trieste, aquest darrer al golf homònim.
Al sector italià, les localitats turístiques més importants són Iesolo, Caorle, Bibione, Lignano Sabbiadoro i Grado; a la part eslovena es troben Koper (Capodistria) i Portorož (Portorose); i en territori croata, Poreč (Parenzo) allotja en el seu centre històric una basílica romana d'Orient declarada Patrimoni de la Humanitat per la UNESCO l'any 1997.